# Giles Corey
Giles Corey, pisane też Cory lub Coree (ur. ok. 1612, zm. 19 września 1692 w Salem) – angielski farmer, który padł ofiarą procesu czarownic z Salem. Giles był jedyną ofiarą peine forte et dure wśród brytyjskich kolonistów w Ameryce Północnej.

## Życie
Giles żył wraz z żoną Martą na swojej ziemi i był członkiem Kościoła Purytańskiego. W wieku 80 lat został posądzony o czary. Przedtem ochronił swoją żonę, która stała się ofiarą histerycznych oskarżeń wielu młodych kobiet. 16 kwietnia 1692 został poddany badaniu przez sędziego śledczego i następnie zamknięty na pięć miesięcy w więzieniu. W procesie głównym znalazło się prawie tuzin świadków, którzy potwierdzali zeznania oskarżających go kobiet.
Prawdopodobnie, gdy stało się dla niego jasne, iż tak czy inaczej zostanie skazany na śmierć, zrezygnował dobrowolnie z procesu. W jego zamyśle miało to na celu, aby jego ziemia nie przeszła na własność państwa. Zgodnie z angielskim prawem precedensowym (common law), które stosowano we wczesnej Ameryce kolonialnej, proces sądowy mógł być wszczęty jedynie w sytuacji, gdy oskarżony w jakikolwiek sposób odniósł się do stawianych mu zarzutów, tj. przyznał się do winy, lub zaprzeczał popełnieniu czynu. Brak ustosunkowania się do zarzutów uniemożliwiał wszczęcie postępowania, jednak jeśli proces został wszczęty, to jeżeli w jego trakcie oskarżony został uznany za winnego przez przysięgłych po przeprowadzeniu dowodu, skazany na karę śmierci i stracony, wówczas jego ziemia przechodziła na własność państwa. Na krótko przed zatrzymaniem Giles zapisał swoją farmę swojemu zięciowi. Historycy jednak podają w wątpliwość tę wersję. Niektórzy przypuszczają, iż szczególny charakter Coreya jako upartego i kłótliwego starego człowieka doprowadził do wyrażenia jego niechęci przyznania się. Aby zmusić go do przyznania się do winy, dopuszczalną metodą tortur było miażdżenie wzmagającym ciężarem pod ogromnymi kamieniami (ewent. prowadzącym aż do zgonu). Ani wcześniej, ani później metoda ta nie była stosowana w kolonii Massachusetts. Giles umierał w ten sposób przez trzy dni w ogromnych cierpieniach, nie został jednak skazany. Zgodnie z legendą ostatnimi słowami farmera były "Więcej ciężaru", po których dodano do obciążenia więcej kamieni, co spowodowało jego śmierć.
Na polecenie sędziego Jonathana Corwina, ciało Coreya zostało pogrzebane w nieoznaczonym grobie na wzgórzu Gallows Hill. W toku procesów czarownic z Salem od 2 czerwca do 22 września 1692, łącznie 19 osób zostało powieszonych na szubienicy w czterech grupach, w ostatniej także żona Coreya, Marta.

## Odniesienia w kulturze
- Dramat Giles Corey of the Salem Farms Henry Wadsworth Longfellowa (1868)[1] dotyczył bezpośrednio osoby Giles'a.
- Arthur Miller ukazał postać Coreya w dramacie Czarownice z Salem (ang. The Crucible, 1953, ekranizacja w 1996).
- Szwedzka grupa muzyczna Evergrey odniosła się do osoby Giles'a w utworze "The Corey Curse" (pol. "Klątwa Coreya") z albumu Solitude, Dominance, Tragedy (1999)[2].
- Utwór "Giles" na płycie III: In the Eyes of Fire (2006) amerykańskiej grupy muzycznej Unearth został poświęcony osobie Gilesa Coreya. Znane słowa "więcej ciężaru" padają również w tekście tego utworu: ang. "More stone, more stone, more weight for Corey" (pol. "Więcej kamienia, więcej kamienia, więcej ciężaru dla Coreya"). Na zakończenie utworu padają słowa "Rectify my name" (pol. "Oczyśćcie moje imię")[3]. Jak stwierdził wokalista grupy i zarazem autor tekstu utworu, Trevor Phipps[4][5]:

To była najcięższa lekcja, jaką kiedykolwiek wyniosłem ze szkoły. Jeśli facet przyznałby się do winy, miasto przejęłoby jego ziemię, zaś on miał dwóch synów, którym chciał ją przekazać. Tak więc gdy cierpiał i podszedł do niego szeryf i zapytał się go, czy przyznaje się do winy, żeby dostał łatwiejsze wyjście z sytuacji, co oznaczało powieszenie, jedyną odpowiedzią Gilesa było: "Więcej ciężaru". Pomyślałem, że to była najbardziej brutalna historia czystego buntu, jaką kiedykolwiek słyszałem.

- Dan Barrett(inne języki) wydał album muzyczny Giles Corney w 2011[6], używał też tego nazwiska jako pseudonimu.